# Vitis piasezkii
Vitis piasezkii — вид рослин з роду Виноград (Vitis). Ендемік для Китаю (провінції: Чунцин, Ганьсу, Хебей, Хенань, Шеньсі, Шаньсі, Сичуань, Чжецзян). Зростає у лісах, чагарниках, узліссях, на берегах річок й на схилах пагорбів, на висоті від 900 до 2100 м над рівнем моря.

## Опис
Vitis piasezkii — це листопадна витка рослина. Гілки з поздовжніми гребенями. Листя дуже мінливої форми, воно буває 3 чи 5-лопатеве або змішане з нелопатевим і простим. Прилистки опадають. Черешок від 2,5 до 6 см завдовжки. Листкова пластинка алаксіальна, майже гола. Базальних жилок 5, бічних жилок від 4 до 6 пар, вони опушені, майже голі. Центральний листочок ромбично-еліптичний або ланцетний, від 5 до 12 см завдовжки та від 2,5 до 5 см завширшки, основа клиноподібна, верхівка гостра. Квітконіжка гола, розміром від 1,5 до 2,5 мм. Бруньки оберненояйцеподібні, розміром 1-2,5 мм, верхівка закруглена. Чашечка гола, край хвилястий. Цвіте Vitis piasezkii у квітні, а плодоносить з липня по вересень.